# Un bacio e nulla più
Un bacio e nulla più (A nönek mindig sikerül) è un film del 1940 diretto da Ákos Ráthonyi

## Produzione
Il film fu prodotto dalla Hunnia Filmstúdió.

## Distribuzione
Uscì nelle sale cinematografiche ungheresi il 18 gennaio 1940.